# Ењеј-ле-Дик
Ењеј-ле-Дик (фр. Aignay-le-Duc) насеље је и општина у источном делу централне Француске у региону Бургоња, у департману Златна обала која припада префектури Монбар.
По подацима из 2011. године у општини је живело 317 становника, а густина насељености је износила 12,75 становника/km². Општина се простире на површини од 24,86 km². Налази се на средњој надморској висини од 330 метара (максималној 443 m, а минималној 310 m).

## Демографија
| 1962. | 1968. | 1975. | 1982. | 1990. | 1999. | 2011. |
| ----- | ----- | ----- | ----- | ----- | ----- | ----- |
| 572   | 630   | 534   | 528   | 455   | 402   | 317   |

График промене броја становника у току последњих година